# Guerra castellano-leonesa (1037)
La Guerra castellano-leonesa de 1037 fue un conflicto decisivo en la península ibérica que enfrentó al reino de León, gobernado por Bermudo III, con el condado de Castilla, encabezado por Fernando (posteriormente Fernando I de León), contando además con el apoyo del rey de Pamplona García Sánchez. Este enfrentamiento culminó con la muerte sin descendencia de Bermudo III en la batalla de Tamarón, lo que permitió a Fernando consolidar su posición y dar inicio a la unión dinástica entre Castilla y León.

## Antecedentes
Durante las primeras décadas del siglo XI, el reino de León y el condado de Castilla se encontraban estrechamente vinculados por lazos dinásticos y territoriales. Bermudo III, quien había asumido el trono de León siendo aún muy joven, heredó un reino con tensiones internas y presiones tanto de la nobleza leonesa como de los condados limítrofes. Por su parte, Fernando, originalmente conde de Castilla, se había consolidado en ese condado tras la muerte de Sancho III de Pamplona, padre de ambos (Fernando y García Sánchez), y mediante su matrimonio con Sancha, hermana de Bermudo III, reforzó sus lazos con la casa real leonesa [citeturn0search21].
La división y el reparto del territorio castellano, que había dependido históricamente del reino de León, generó tensiones en torno a zonas como la Tierra de Campos, ubicada entre los ríos Cea y Pisuerga, territorio que Fernando consideraba parte de la dote de su esposa. Estas disputas territoriales se sumaron a las diferencias de autoridad y legitimidad entre el monarca leonés y el conde castellano [citeturn0search22].

## Acontecimientos de 1029 a 1036
El conde García Sánchez fue asesinado en 1029 cuando entraba en la iglesia de San Juan de León, para consumar su matrimonio con la infanta Sancha. La tía del conde García Onza nombró a Sancho III de Navarra y a su hermana reina mayor de Castilla sus sucesores. Al año siguiente, Fernando fue nombrado conde de Castilla. En 1032, Fernando se casó con la viuda de su tío fallecido, la infanta Sancha, y se le dieron como dote las tierras comprendidas entre los ríos Cea y Pisuerga. En 1034, Sancho III conquistó León, obligando a Bermudo III a huir a Galicia y declarándose emperador de toda España. Con la muerte de Sancho III el 18 de octubre de 1035, Bermudo regresó a su capital, León, y emprendió la guerra por el control de la Tierra de Campos, las tierras comprendidas entre los ríos Cea y Pisuerga, que se disputaban con Castilla (que entonces formaba nominalmente parte de León).

## Causas del conflicto
Entre los factores que desencadenaron la guerra destacan:
- Disputas territoriales: El control de la Tierra de Campos y otros territorios fronterizos, históricamente vinculados al condado de Castilla, era motivo de discordia. Fernando reclamaba derechos sobre estas tierras, considerándolas parte de la herencia y la dote que le correspondía por su matrimonio con Sancha.
- Luchas dinásticas: La ausencia de descendientes directos de Bermudo III complicaba la sucesión en el reino de León. La relación matrimonial entre Fernando y Sancha ofrecía a éste una vía legítima para acceder al trono, generando recelos en la alta nobleza leonesa.
- Influencia navarra: El apoyo del rey de Pamplona García Sánchez a Fernando fortaleció la posición castellana, intensificando la confrontación frente a un monarca leonés que pretendía recuperar el control sobre territorios perdidos [citeturn0search23].

## Desarrollo del conflicto
El enfrentamiento se concentró en la batalla de Tamarón, celebrada en 1037. Durante la contienda, Bermudo III lideró personalmente sus tropas y, montando a su famoso caballo Pelayuelo, se lanzó al combate en un intento por recobrar el territorio perdido. Sin embargo, las fuerzas leonesas se vieron superadas en número y organización ante el ejército castellano-navarro, que contaba con el refuerzo decisivo de García Sánchez de Pamplona.
En el fragor de la lucha, Bermudo III fue derribado y recibió múltiples heridas de lanza que le ocasionaron la muerte. La desaparición del monarca sin descendencia abrió la puerta a que, en virtud de los derechos adquiridos por su matrimonio, Fernando asumiera el control del reino de León [citeturn0search19].

## Consecuencias
La muerte de Bermudo III supuso un punto de inflexión histórico. Con su fallecimiento, el trono de León pasó a manos de su hermana Sancha, quien, a través de sus derechos matrimoniales, cedió la corona a Fernando. El ascenso de Fernando I de León marcó:
- La unificación dinástica: La unión de Castilla y León se consolidó, dando lugar a un reino que, aunque en los años posteriores alternaría periodos de unión y separación, sentó las bases para la futura expansión y consolidación de la Corona de Castilla.
- La desaparición del condado de Castilla: Fernando pasó de ostentar el título de conde a ser reconocido como rey de León, integrando definitivamente ambos territorios en una misma entidad política.
- Reconfiguración del poder peninsular: Este acontecimiento repercutió en el equilibrio entre los reinos cristianos de la península, anticipando futuras consolidaciones y enfrentamientos que marcarían la Reconquista [citeturn0search19][citeturn0search21].